# Hôtel de ville de Reims

Drapeau.

L’hôtel de ville de Reims est le bâtiment qui héberge les institutions municipales depuis 1499.

## Histoire
Lors de différents travaux furent découverts des restes d'une maison romaine (domus), pilastres et voie allant vers la Banque de France vers trois mètres de profondeur.
Le Conseil de ville acheta en 1499 un bâtiment sur la place du Marché-aux-Chevaux car avant il se réunissait en différents lieux. Cet édifice se révéla trop étroit et l'idée d'en construire un était limitée par le manque de fonds. Le remboursement de sa dette de 22 000 livres par le duc de Guise permit la réalisation du projet.
Le lieutenant des habitants Nicolas Lespagnol posa la première pierre de l'édifice le 18 juin 1627, il fut construit par Jean Bonhomme architecte de la ville. La première aile rue des Consuls, l'actuelle rue du Général-Sarrail, est rapidement livrée et le Conseil y siégea à partir de 1628. Il est élevé en pierre de Lagery et le campanile comporte déjà une cloche fondue par Pierre Roussel. Une première statue du roi est réalisée, elle est peut-être en bois et fut détruite lors de la Révolution.
La façade fut inaugurée en 1636 par Claude Lespagnol, frère du précédent et aussi lieutenant des habitants. Elle fut achevée en 1818 par une nouvelle statue commandée à Aimé Milhomme et en 1823 par la construction de la tour d'angle.

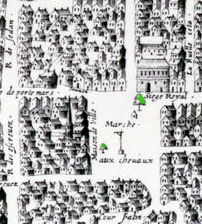
En 1618, devant le gibet et le siège royal.
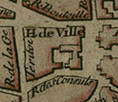
En 1775, plan Coutans.
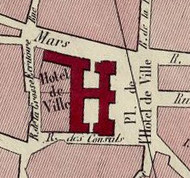
En 1844.
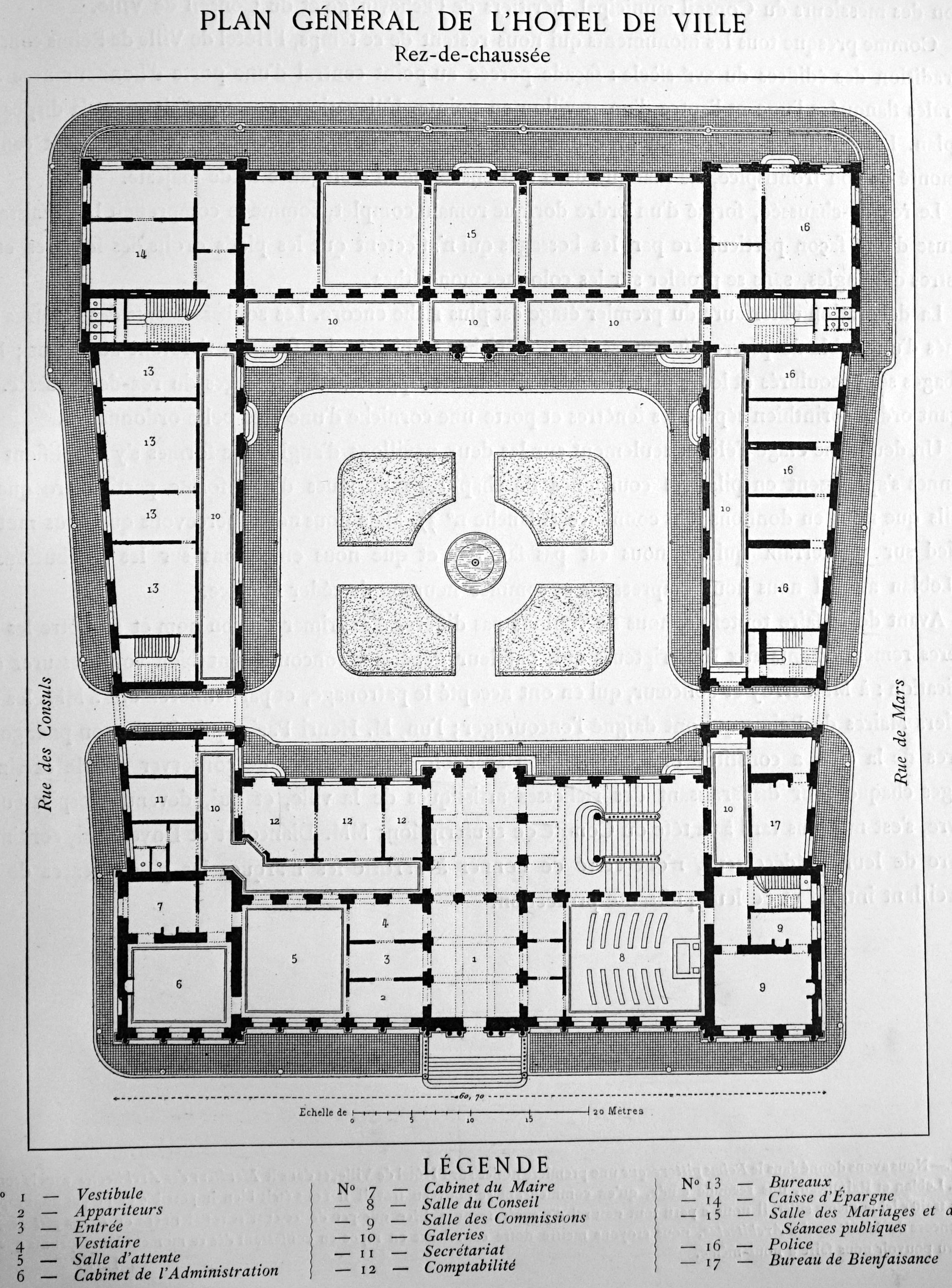
Plan de 1883 d'Eugène leblan.
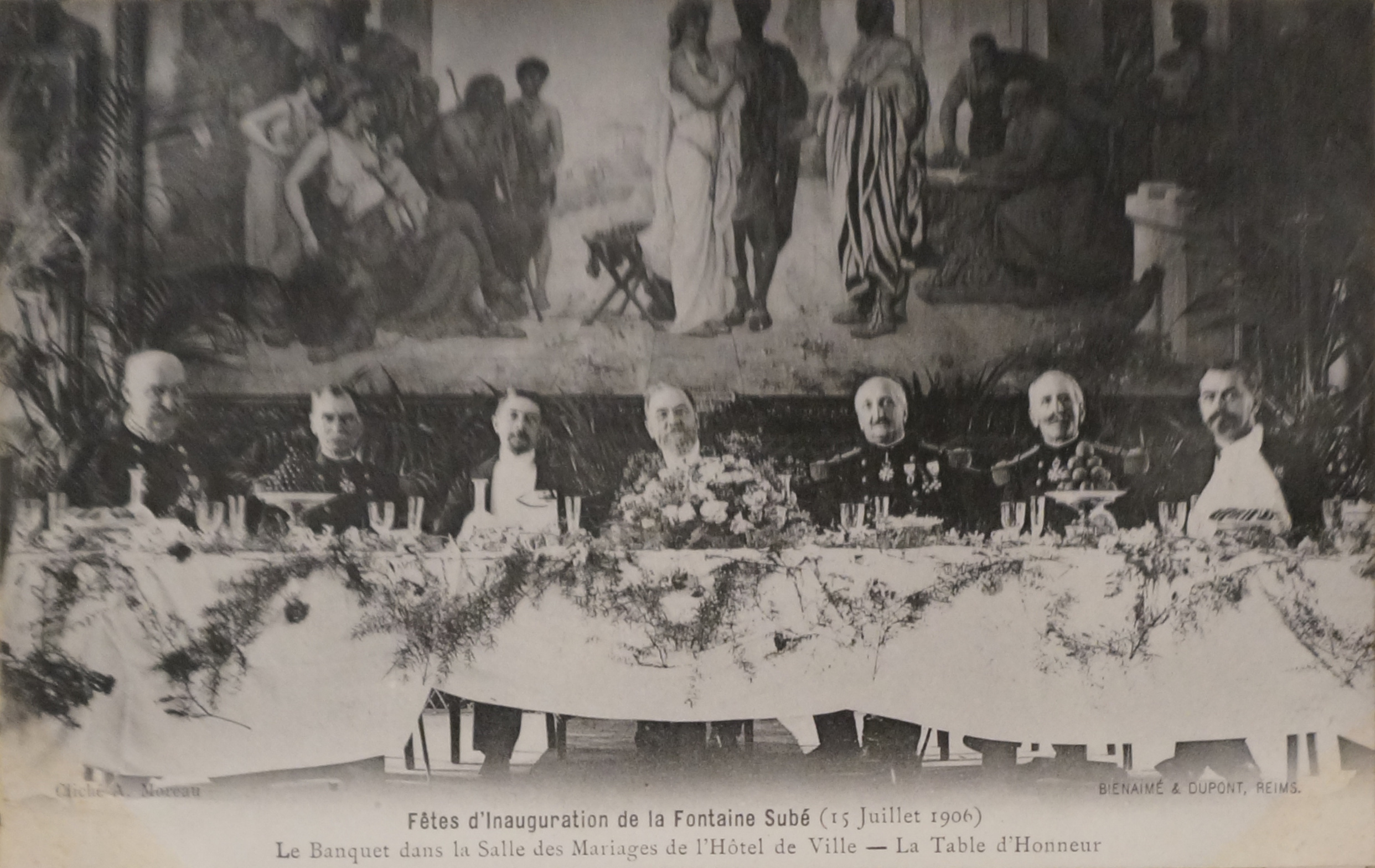
Intérieur en 1906, Raymond Poincaré et Adrien Pozzi.
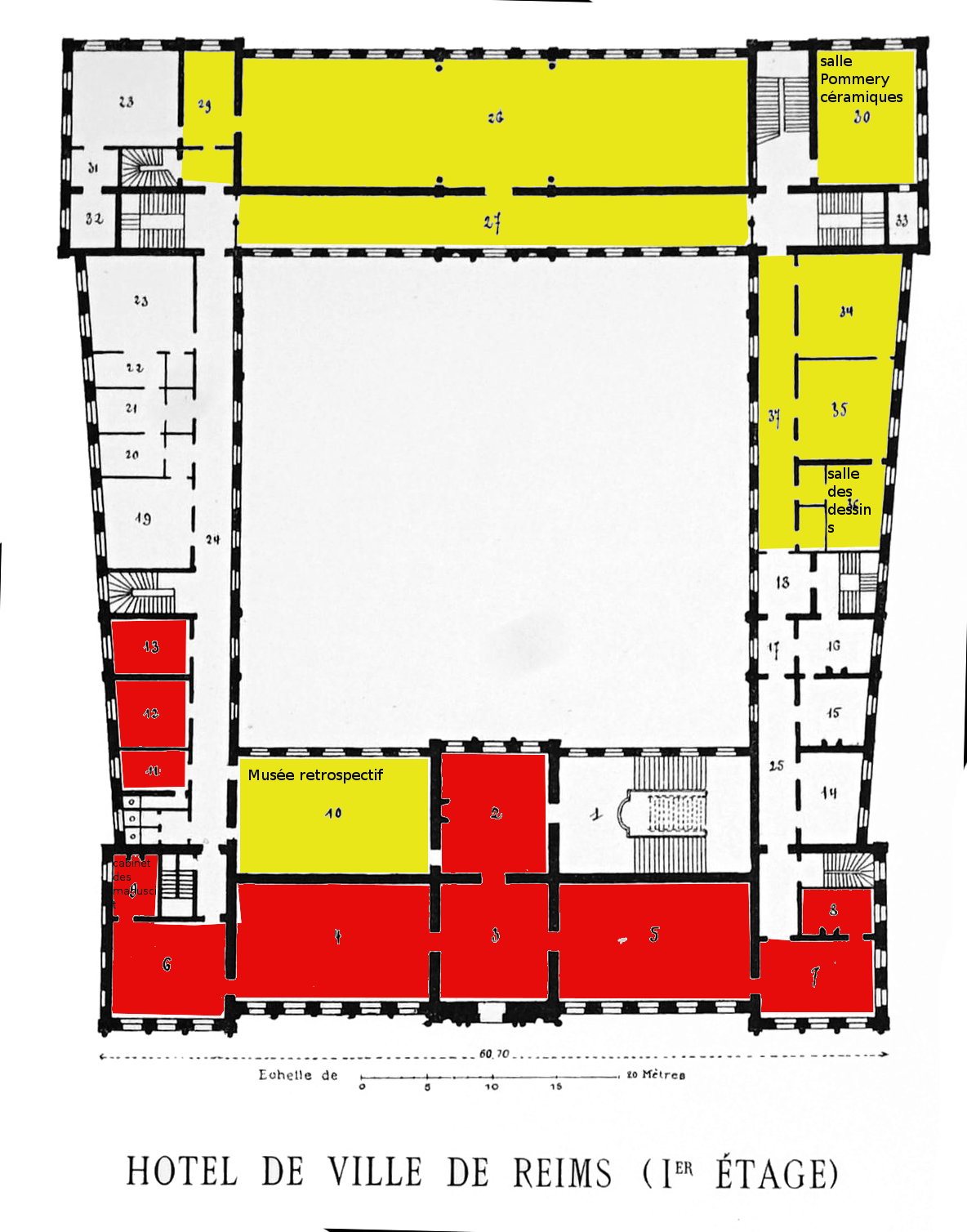
Plan :
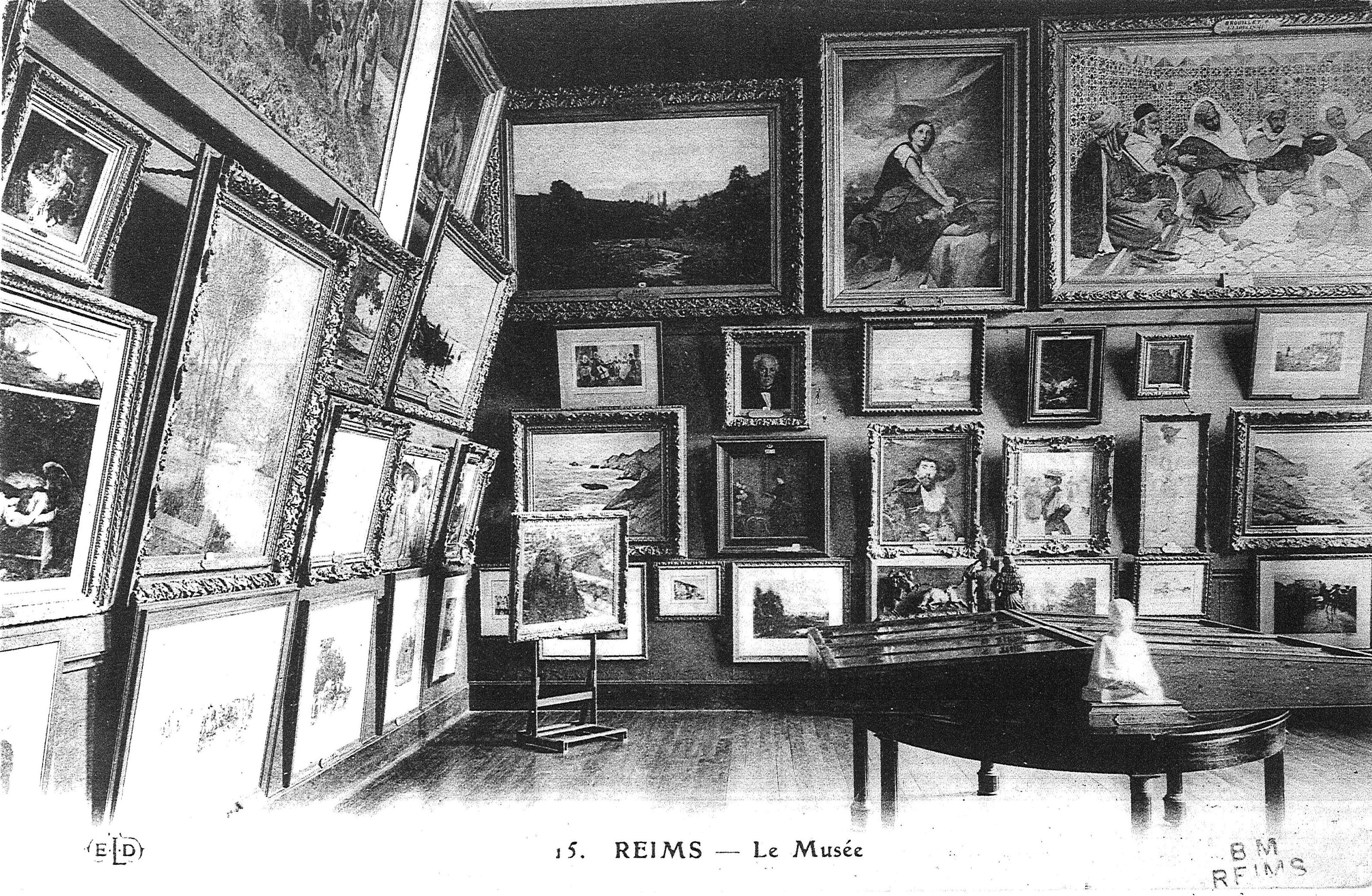
En jaune le musée.
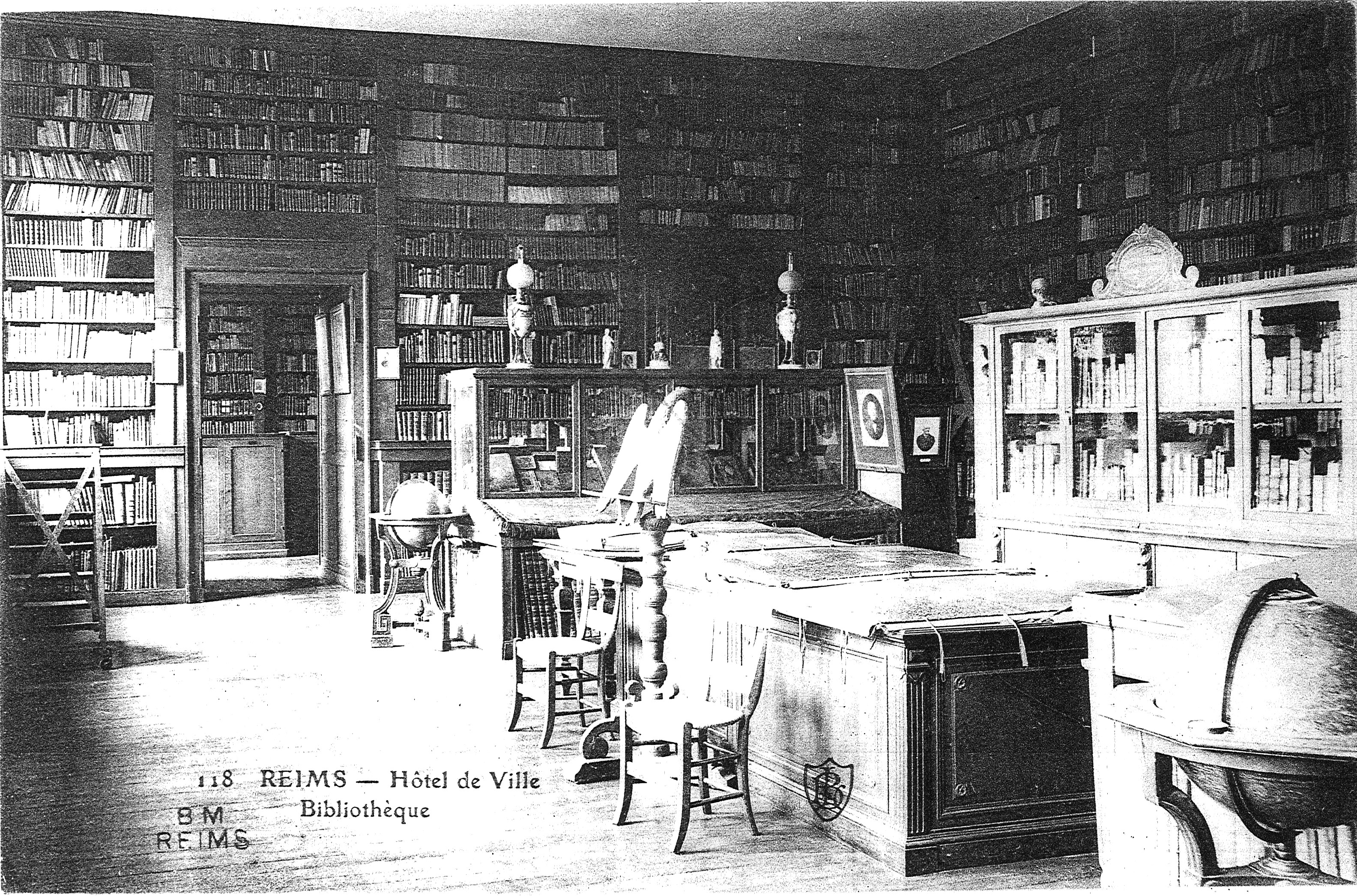
En rouge la bibliothèque.

De 1820 à 1823, les bâtiments qui se situaient sur l'actuelle cour sont achetés et les bâtiments gagnent en épaisseur par l'activité des architectes Troyon et Serrurier. En 1863, l'érection de l'hôtel de ville reprend avec les deux dernières ailes sous la conduite de Narcisse Brunette et de son frère Nicolas, l'ensemble fut inauguré en 1880.
Il brûla le 3 mars 1917 lors de la Première Guerre mondiale et fut reconstruit ; les premiers travaux commencèrent en 1924, sous la férule de Bernard Humbold qui était architecte en chef des monuments historiques et avec les architectes Roger-Henri Expert et Paul Bouchette, les sculptures étaient confiées au sculpteur rémois Paul Berton ; Gaston Doumergue, alors président de la République, l'inaugura le 10 juin 1928, le jour même de la visite de Exposition Internationale des meilleures marques à Reims, marquant ainsi le renouveau de Reims.

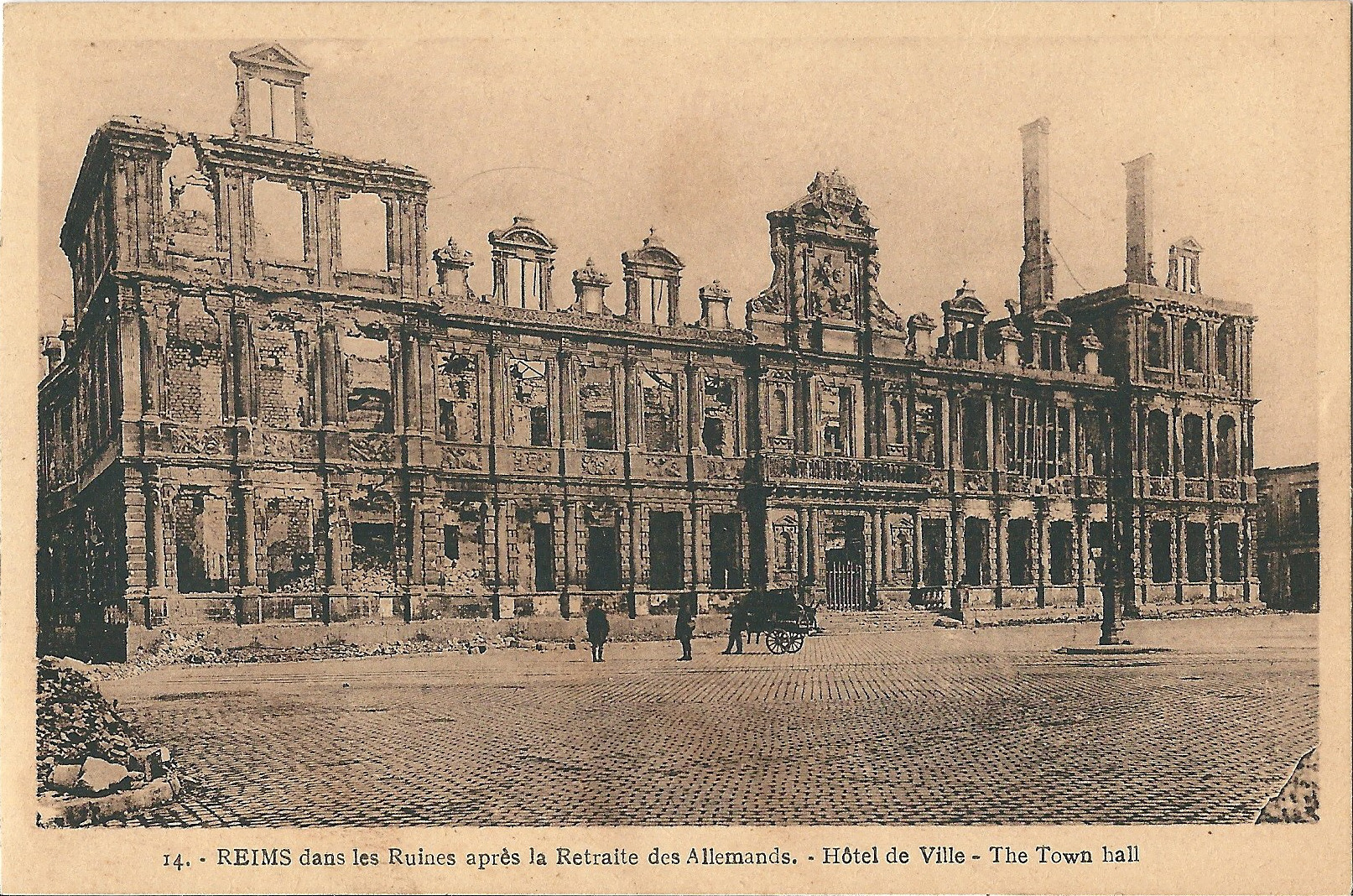
En 1920, carte postale.
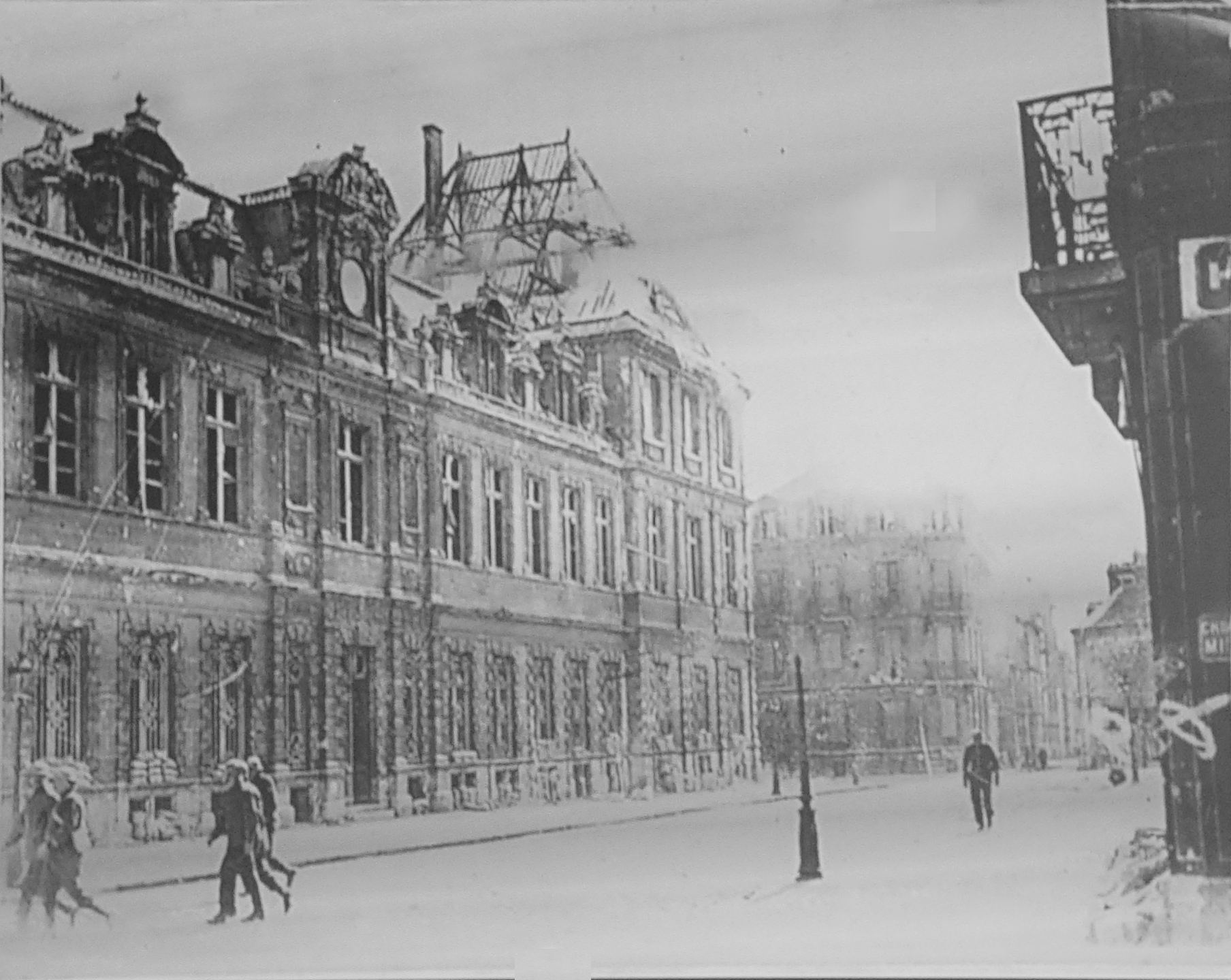
Rue de la Grosse-Écritoire, 1918.
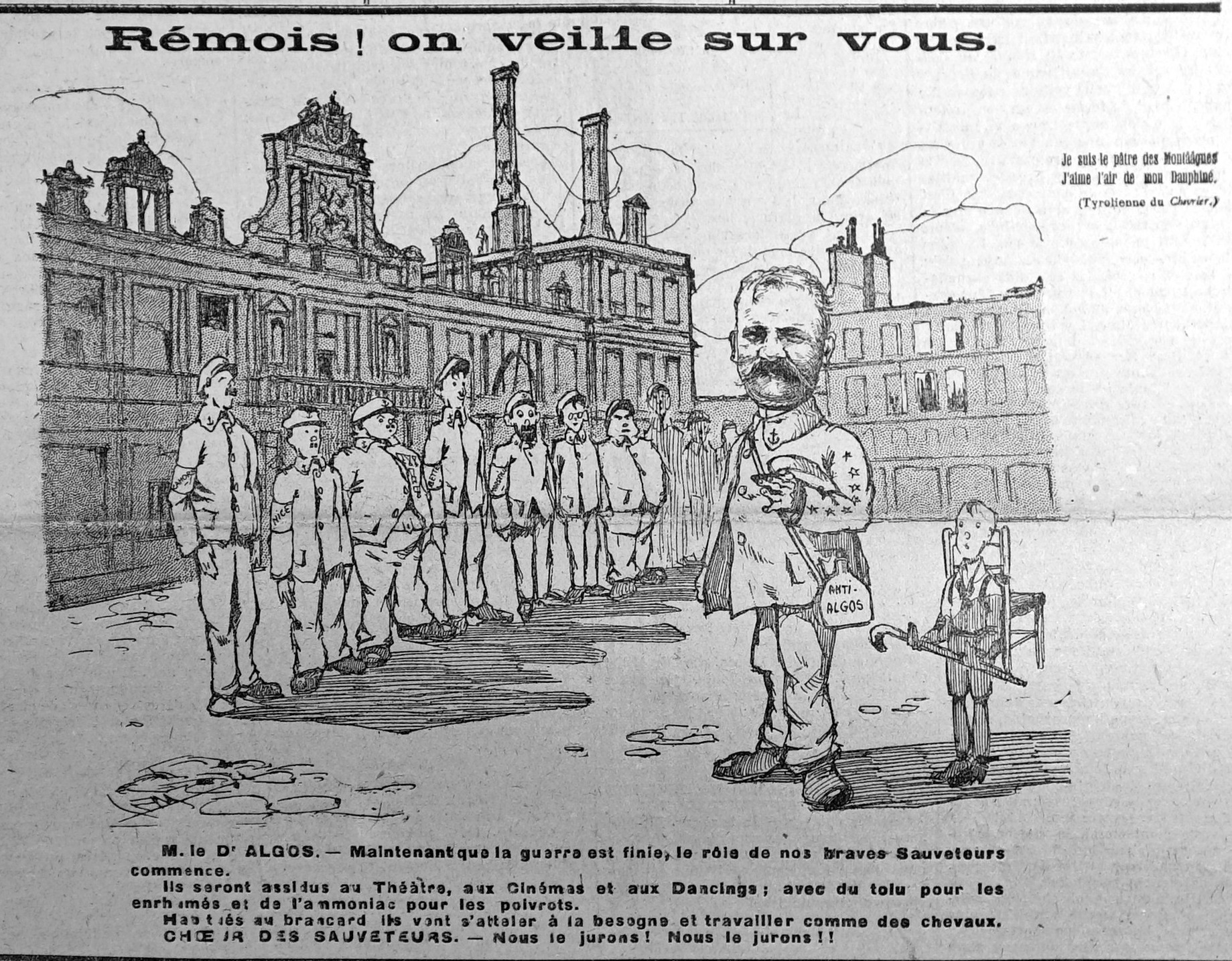
1920 dans Le Cri de Reims.
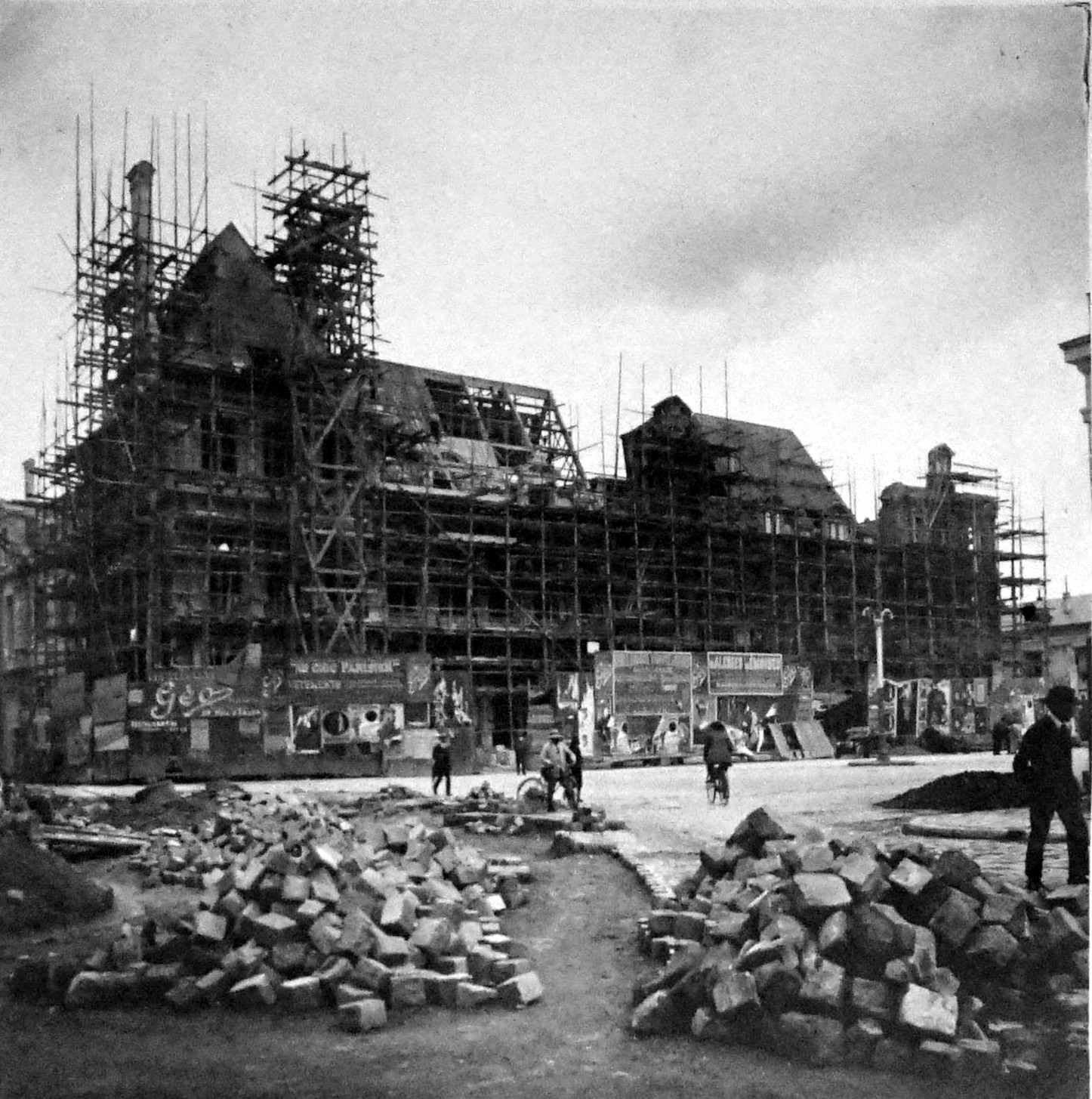
Reconstruction en 1925.

Avant l'incendie, le bâtiment accueillait un musée depuis l'An III, les archives, la Caisse d'épargne, une bibliothèque depuis 1764 par la confiscation des livres du Collège des Jésuites, le tribunal ou la police et la Chambre de commerce, selon les époques, actuellement il est destiné aux services municipaux qui s'étendent de par la ville en annexes et autres services décentralisés (voirie, espaces verts, police municipale...).

## Architecture

### Description

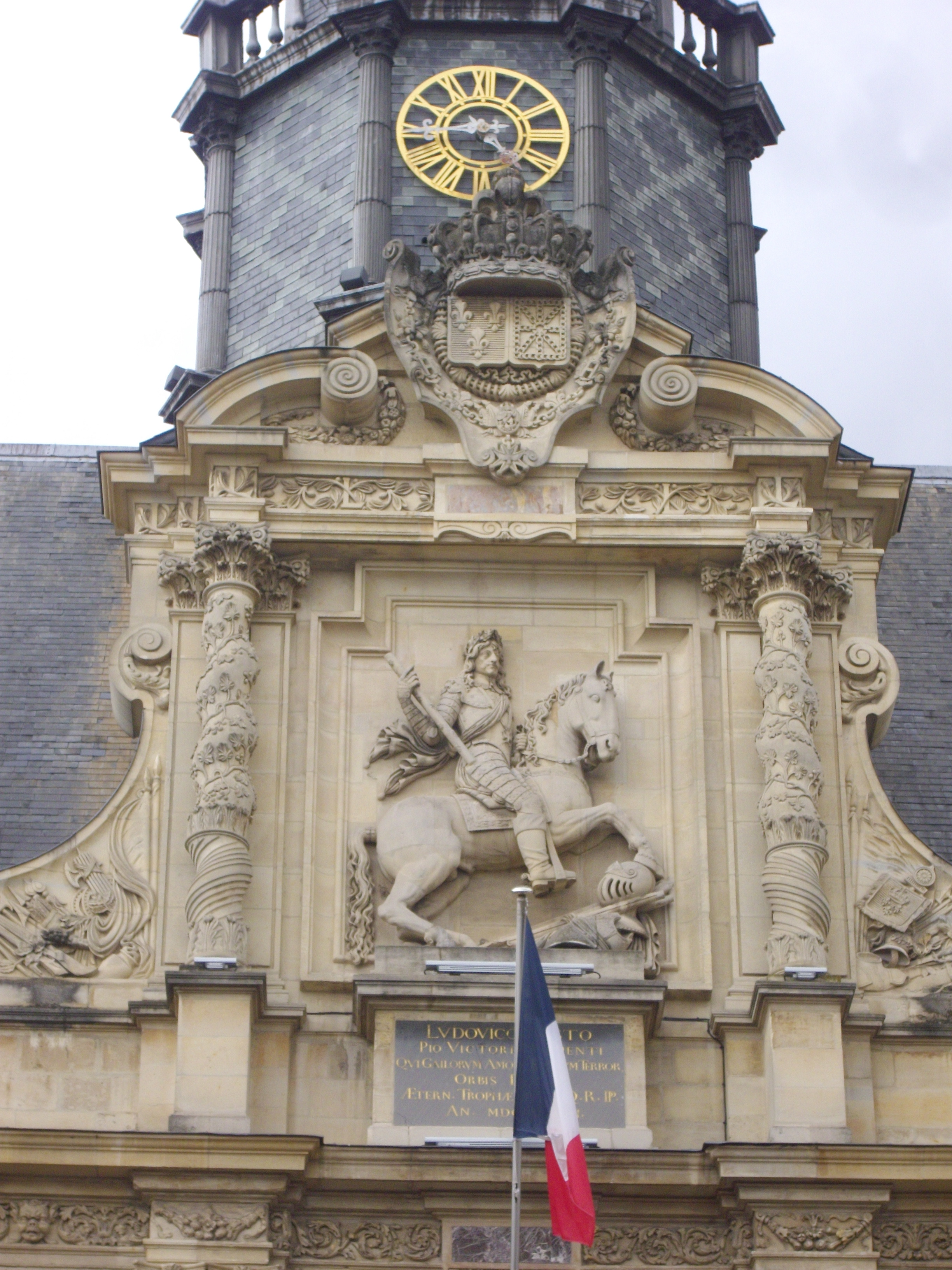
Statue équestre.

C'est une bâtisse carrée, ou presque, avec quatre ailes semblables qui délimitent une cour qui abrite une statue de René de Saint-Marceaux qui symbolise la vigne et la mousse de Champagne. Chaque angle est matérialisé par une tour carrée. Le toit est d'ardoise en pan coupé. 
La façade, orientée vers le sud est coiffée d'un campanile octogonal qui possède une horloge qui sonne le quart d'heure, elle est composée de vingt hautes fenêtres sur deux niveaux qui sont entourées de colonnes. La porte d'entrée est entourée de quatre niches qui n'abritèrent jamais les statues prévues, elle est surmontée qu'un statue équestre de Louis XIII foulant deux prisonniers. Cette statue originellement en bronze est actuellement en pierre car la précédente fut détruite pendant la Révolution. La statue équestre est l'œuvre de Nicolas Jacques et en dessous une plaque :
LUDIVICO. JUSTO.
PIO.VICTORI.CLEMENTI.
QUI.GALORUM.AMOR.
HOSTIUM.TERROR.
ORBIS.DELICIAE.
AETERNUM.TROPHAEUM.S.P.Q.R.P.P.
M.DC.XXIV.
Les tours reprennent l'esthétique de la face qu'elles prolongent tout en étant un peu avancées et avec un étage de plus.

### Protection
L'hôtel de ville lui-même fait l'objet d'un classement au titre des Monuments historiques sur la liste des monuments historiques de 1862. Par la suite les façades et couvertures de la façade principale et des pavillons d'angle, leurs retours, et le campanile central ont fait l'objet d'un classement par arrêté du 9 mars 1922. Pour finir, le sol de la place a fait l'objet d'un classement par arrêté du 4 juin 1952.

### Bas reliefs
Sur la façade les bas reliefs entre les fenêtres furent réalisés entre 1853 et 1856.

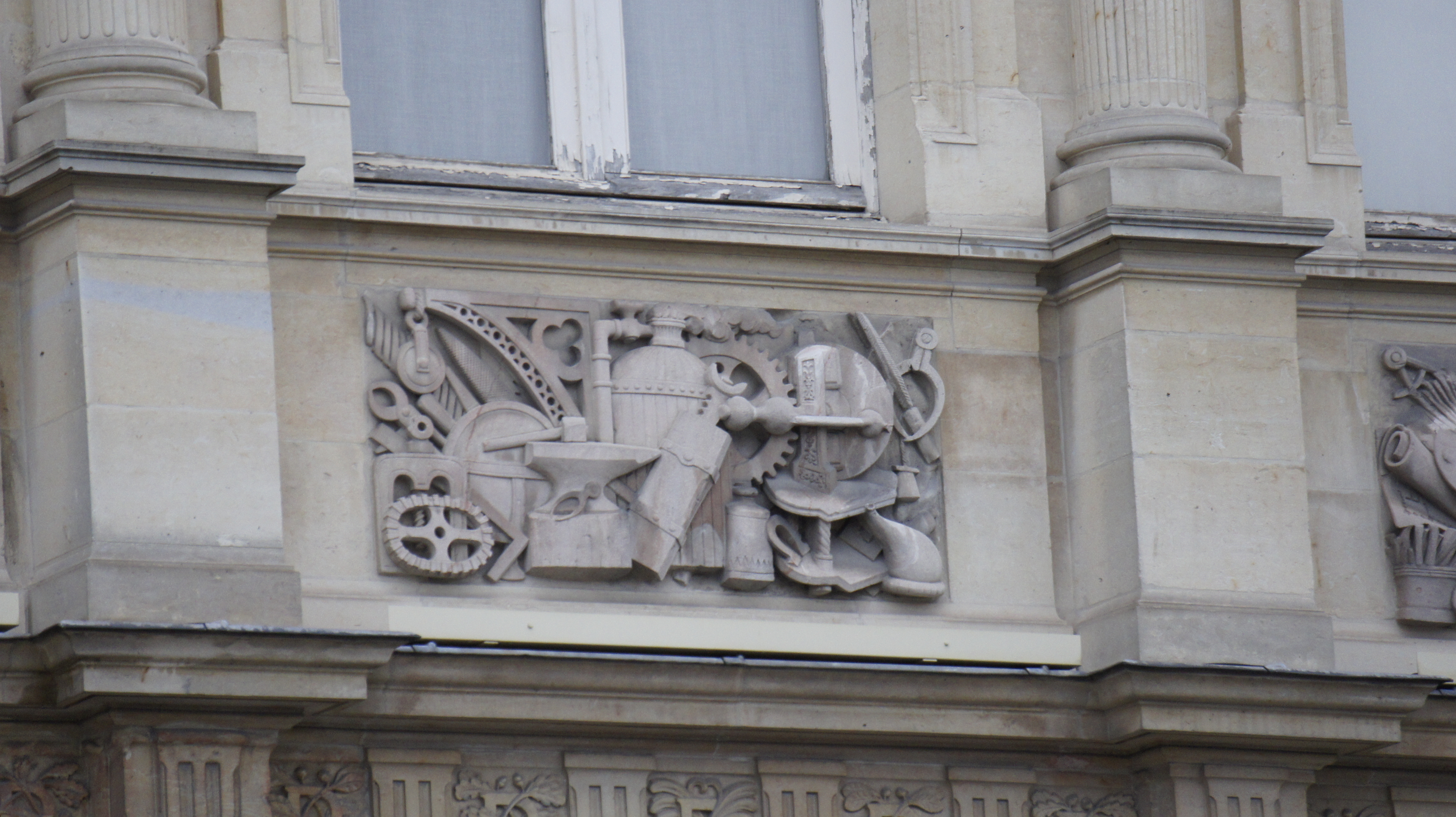
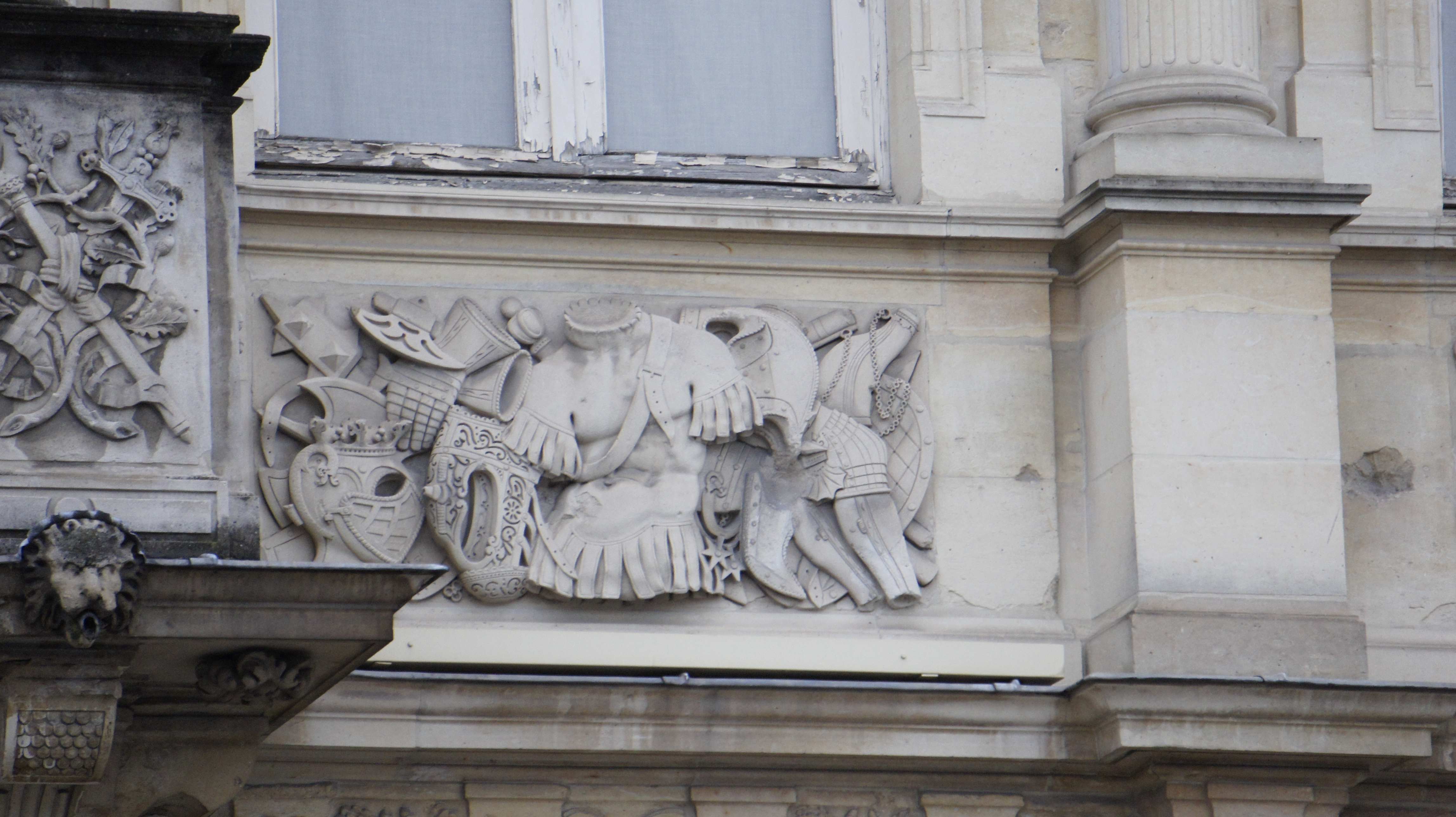
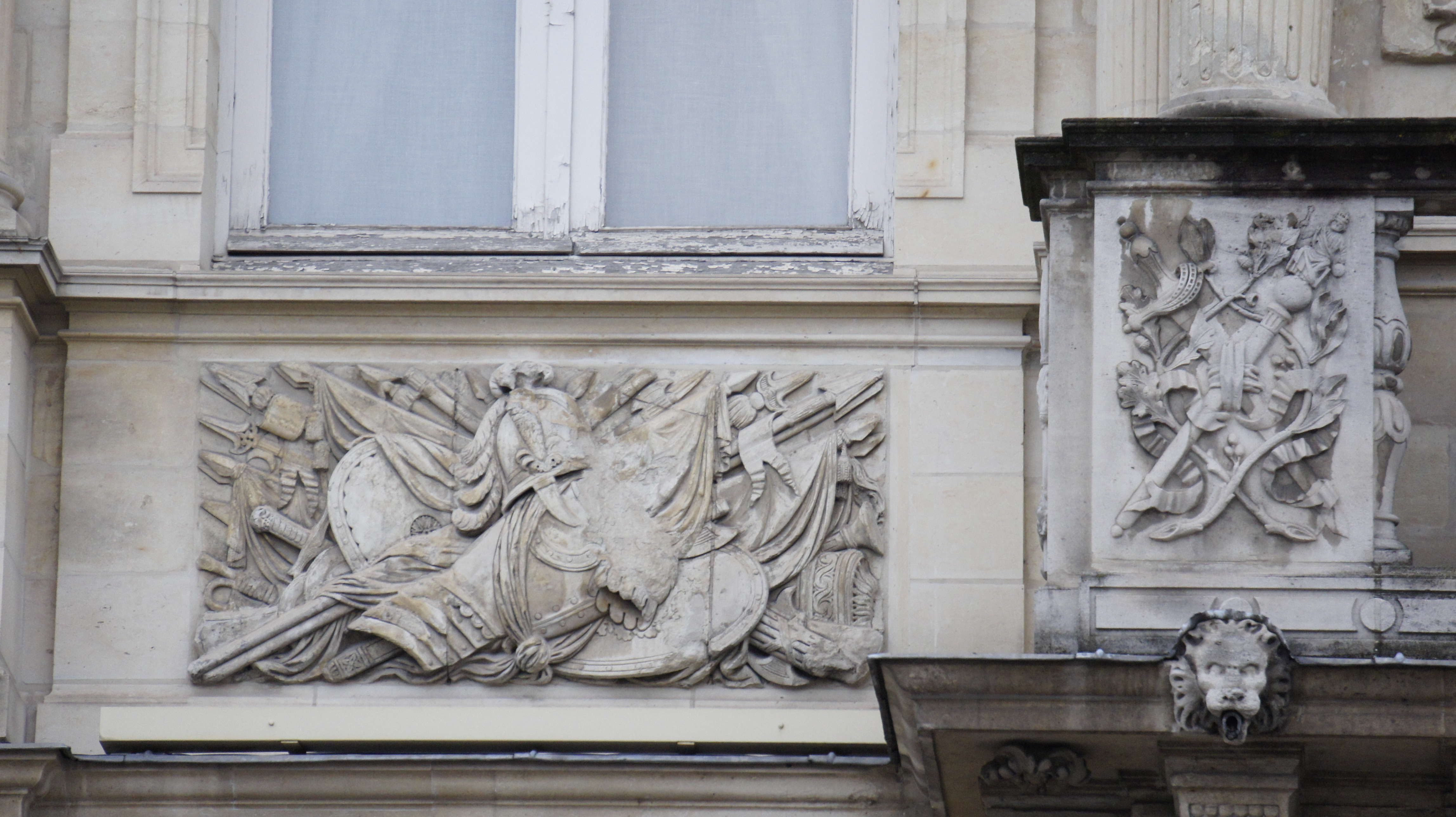

### Salon d'honneur
Le grand salon en haut de l'escalier d'honneur a été particulièrement soigné avec son balcon donnant sur la place et une décoration choisie. Un orgue en partie est et une série de peintures sur son mur intérieur. De nombreuses sculptures sont placées entre les peintures mais aussi à l'extrémité ouest de la salle et au-dessus des fenêtres. 
La porte du salon d'honneur a été dessiné par Carlo Sarrabezolles et réalisée par le ferronnier d'art Marcel Decrion.

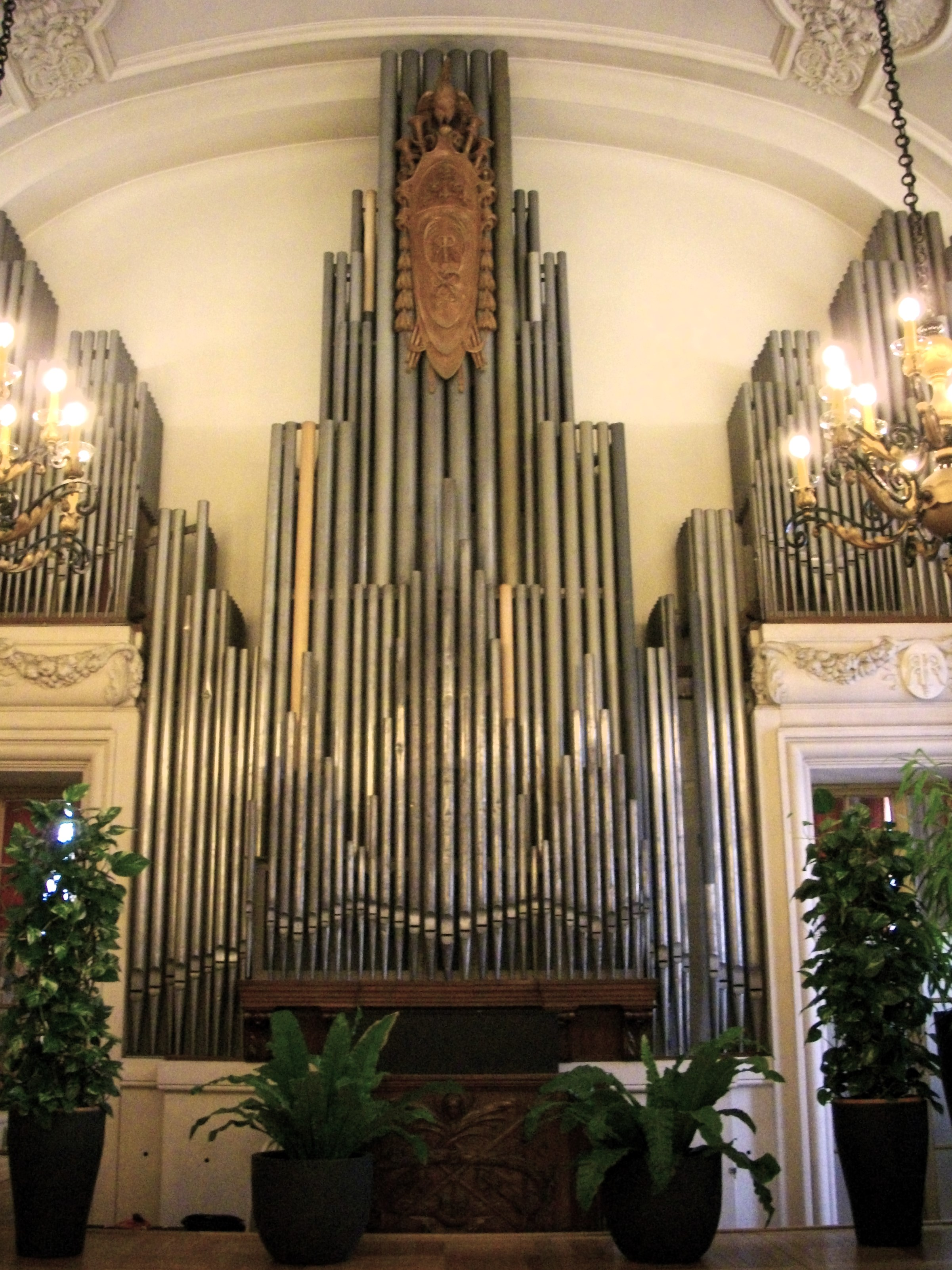
Orgues.
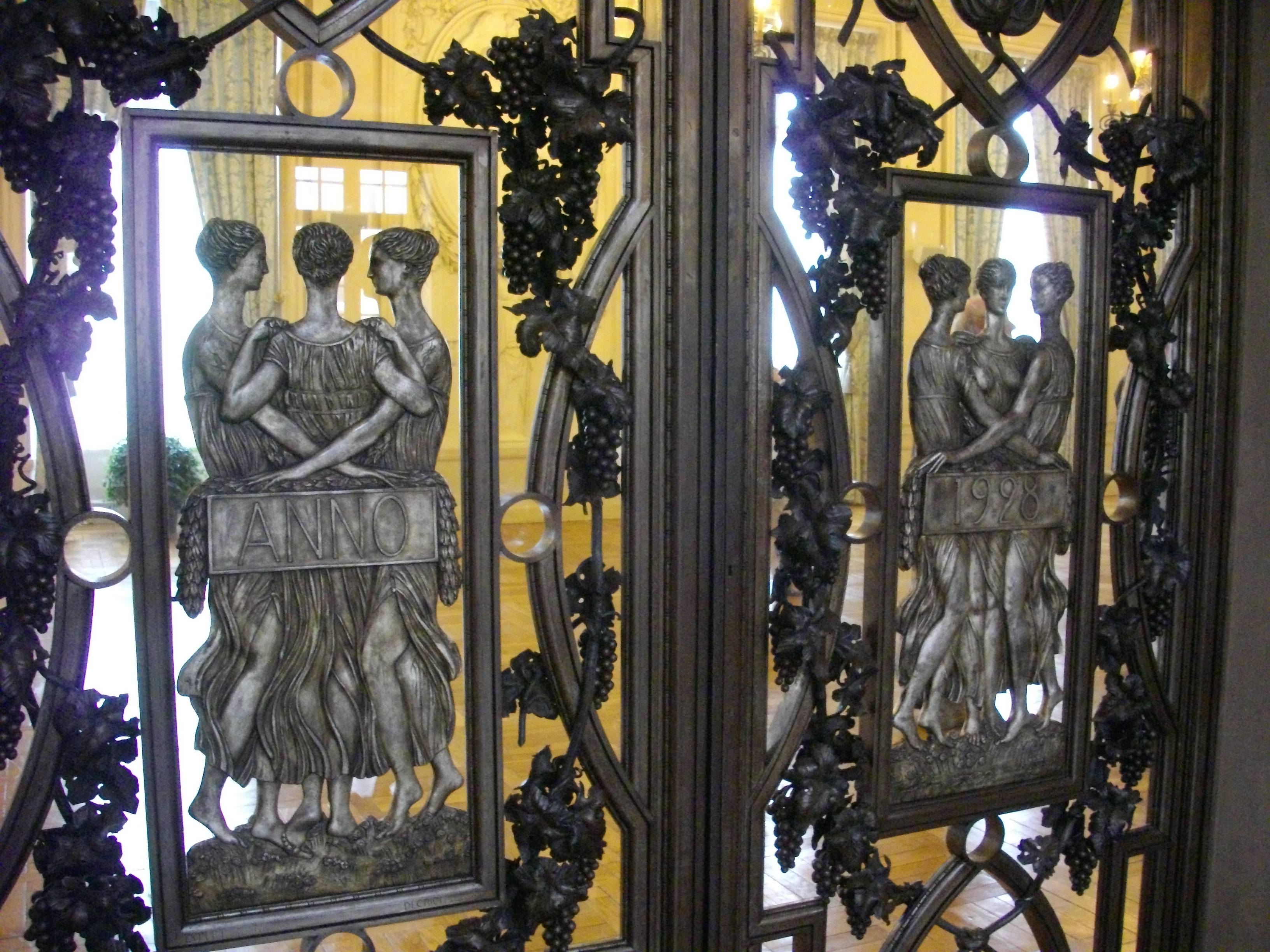
Détail de la porte.
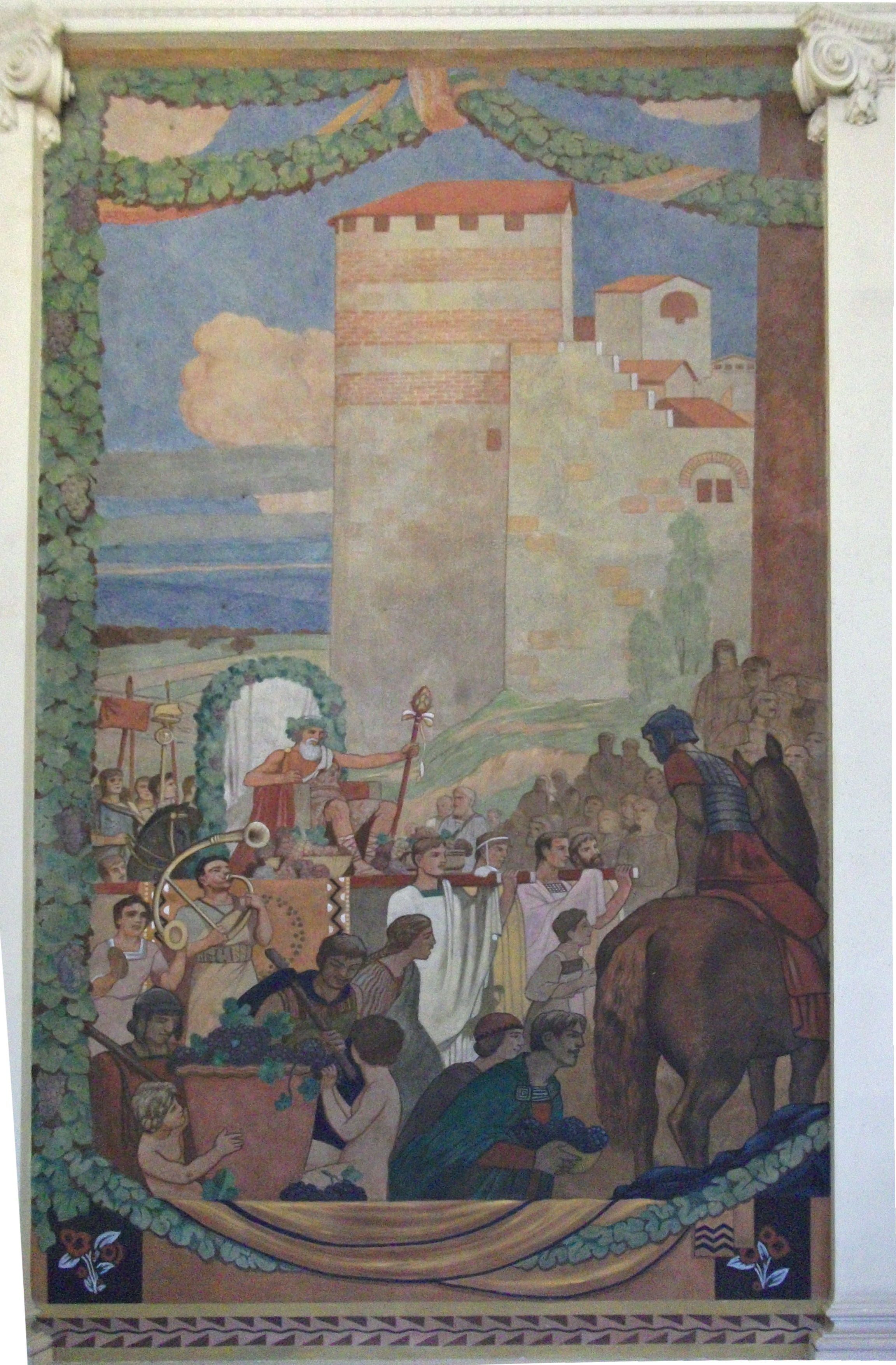
Peinture.
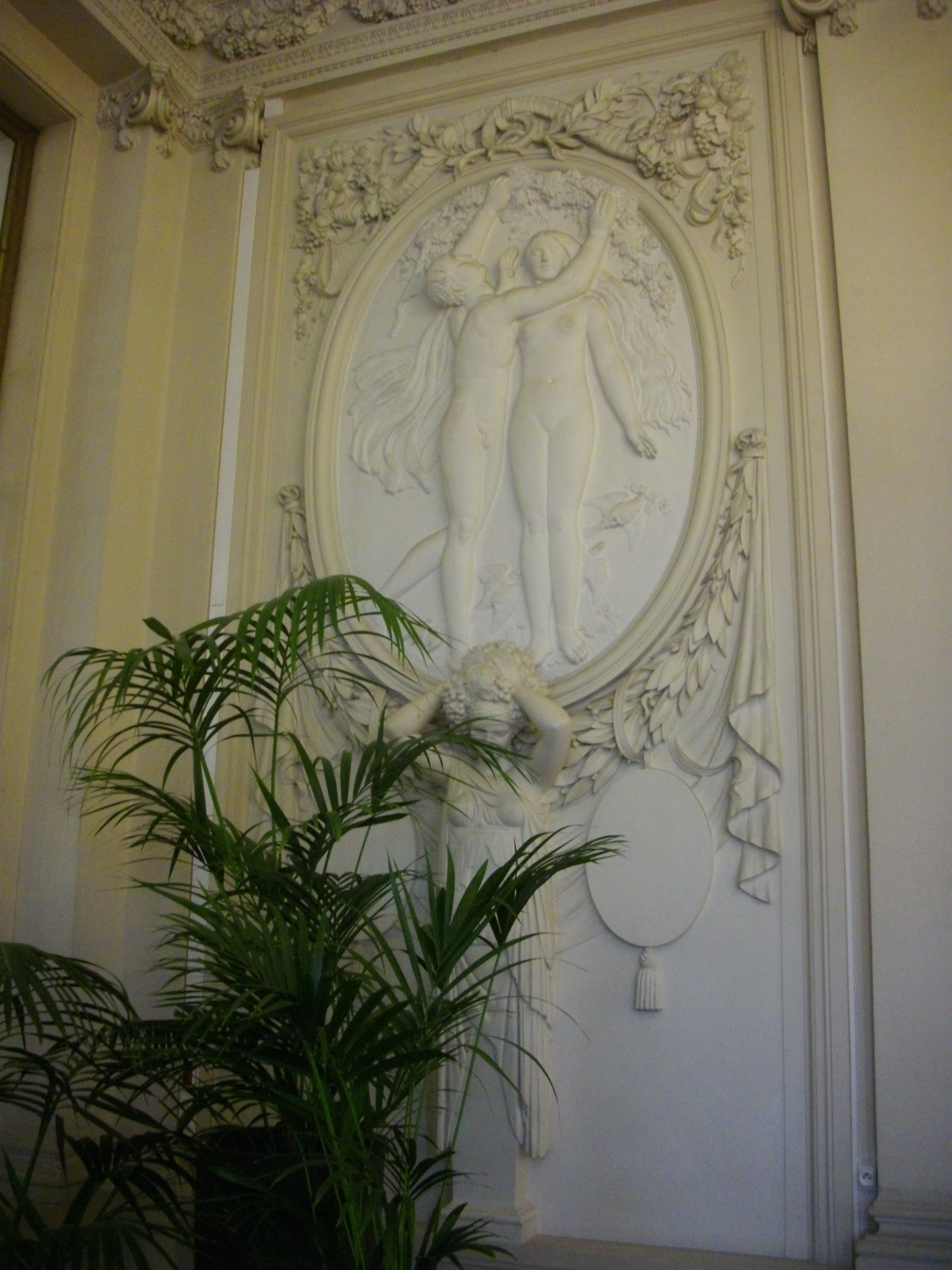
Sculpture.
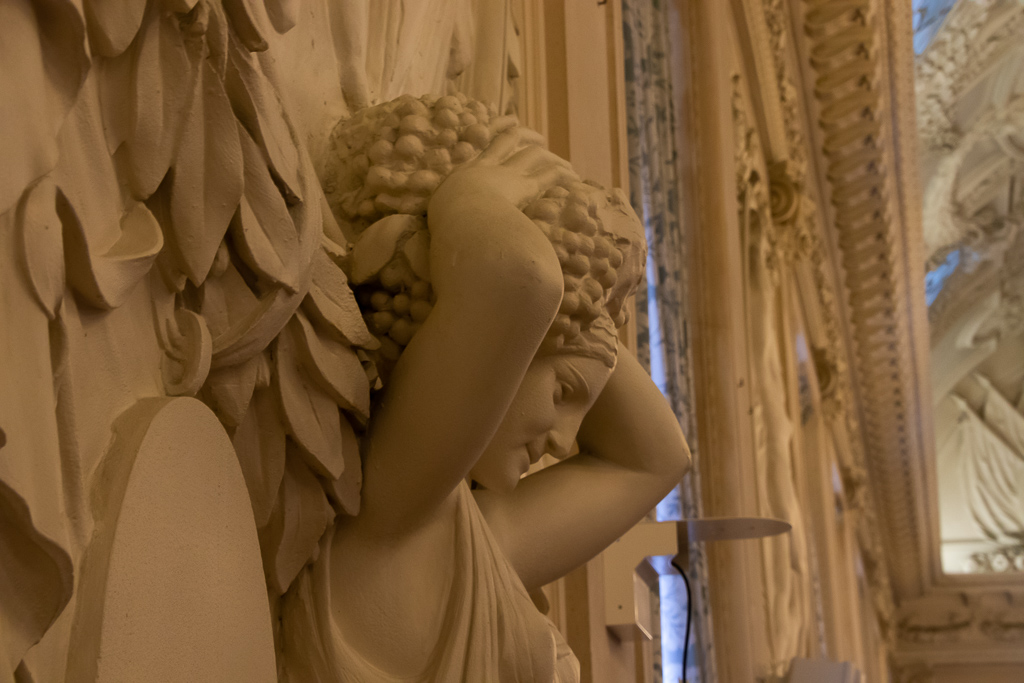
Statue.

## Bonhomme, une famille d'architectes rémois
On peut trouver trace, dans les documents de la ville de contrats passés pour la construction de l'hôtel de ville, il travailla aussi sur les remparts et des portes de la cité. Il y a un autre Jean Bonhomme architecte qui  travailla, en 1707 pour l'édification du cloitre de l'abbaye Saint-Remi. Mais encore en 1747 un Nicolas qui œuvra à la réfection de la cathédrale.

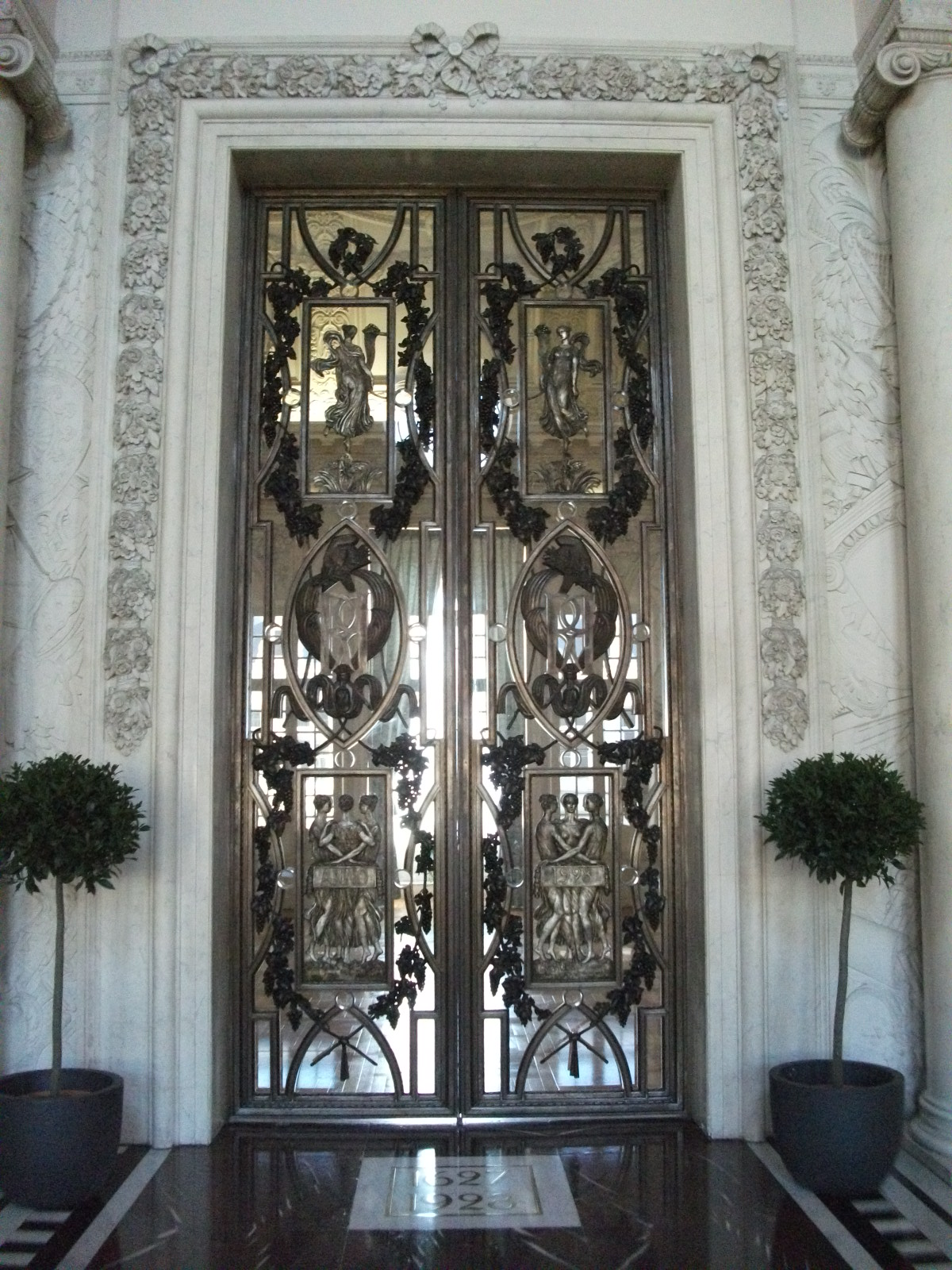
Porte du salon d'honneur.
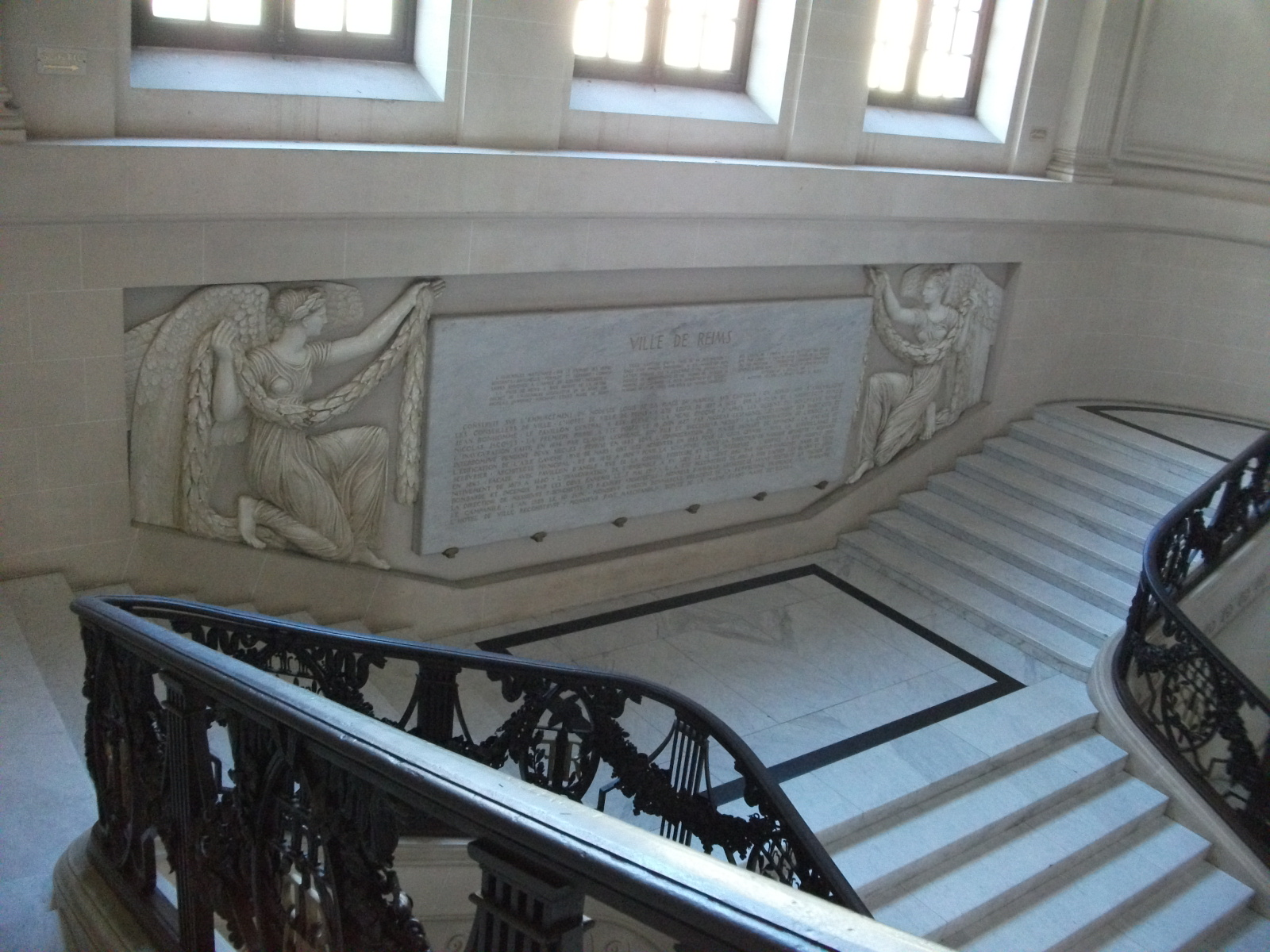
Escalier d'honneur.
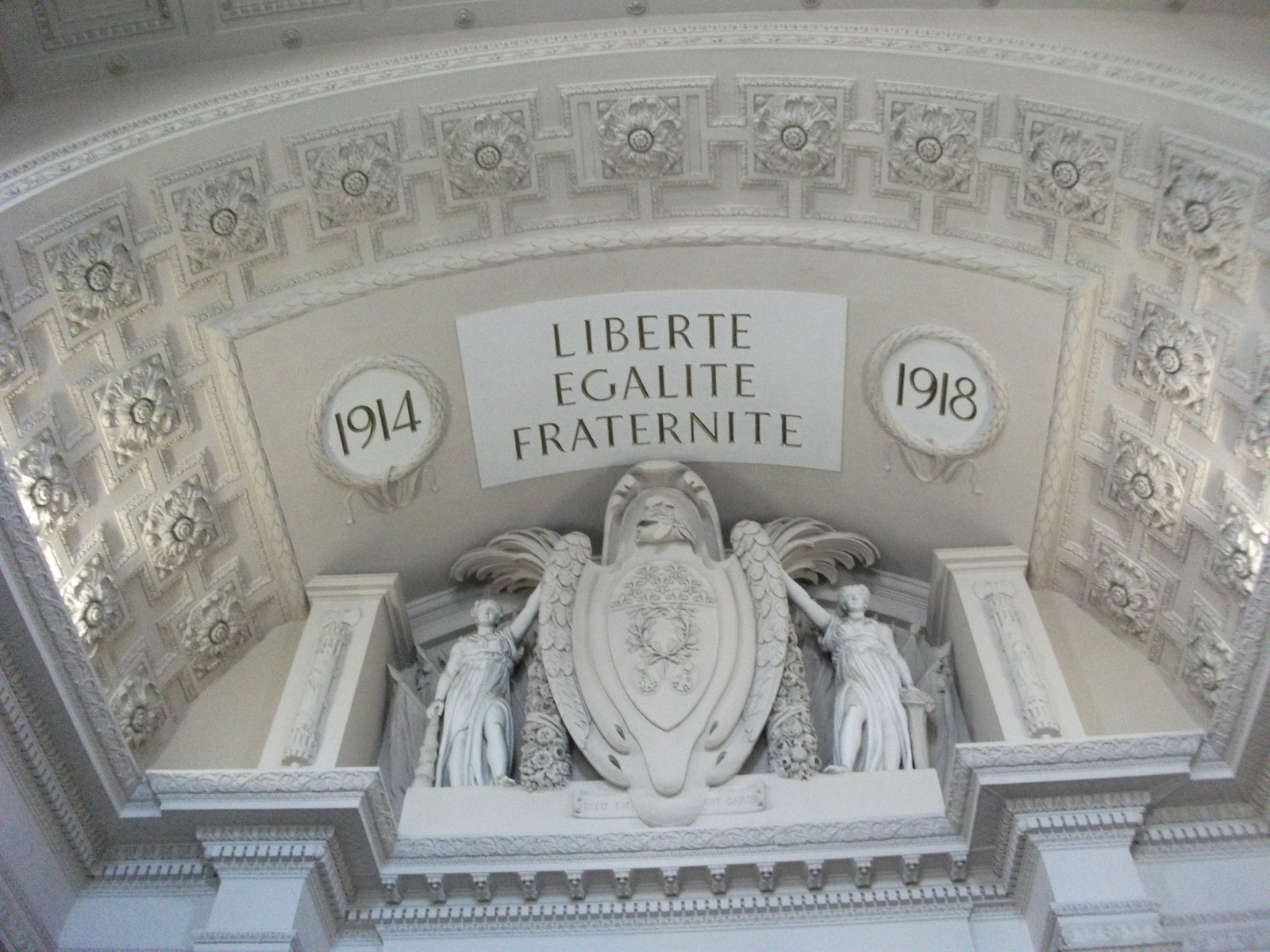
Devise et reconstruction après sa destruction lors de la Première Guerre mondiale.
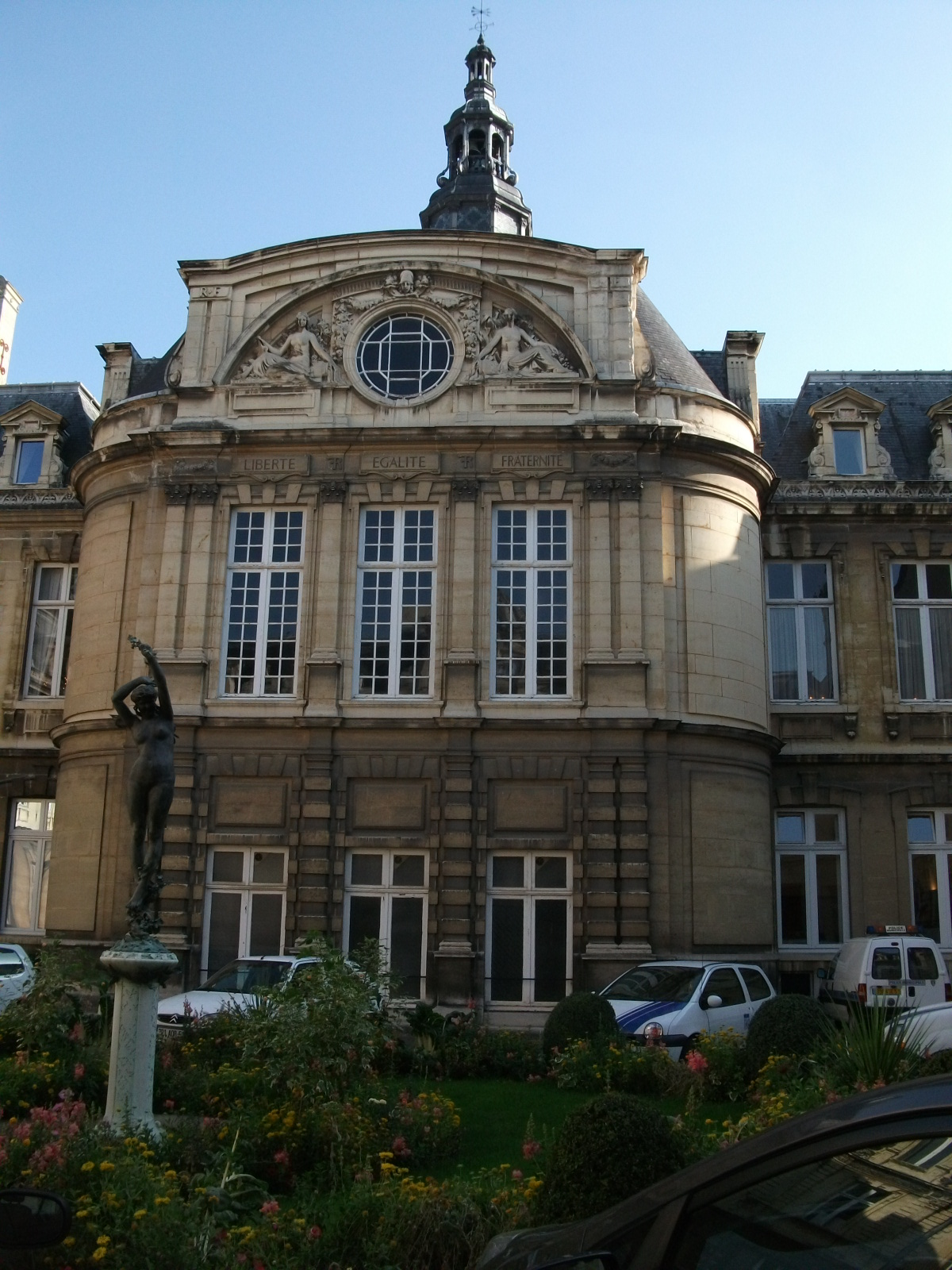
Cour intérieure, aile sud.
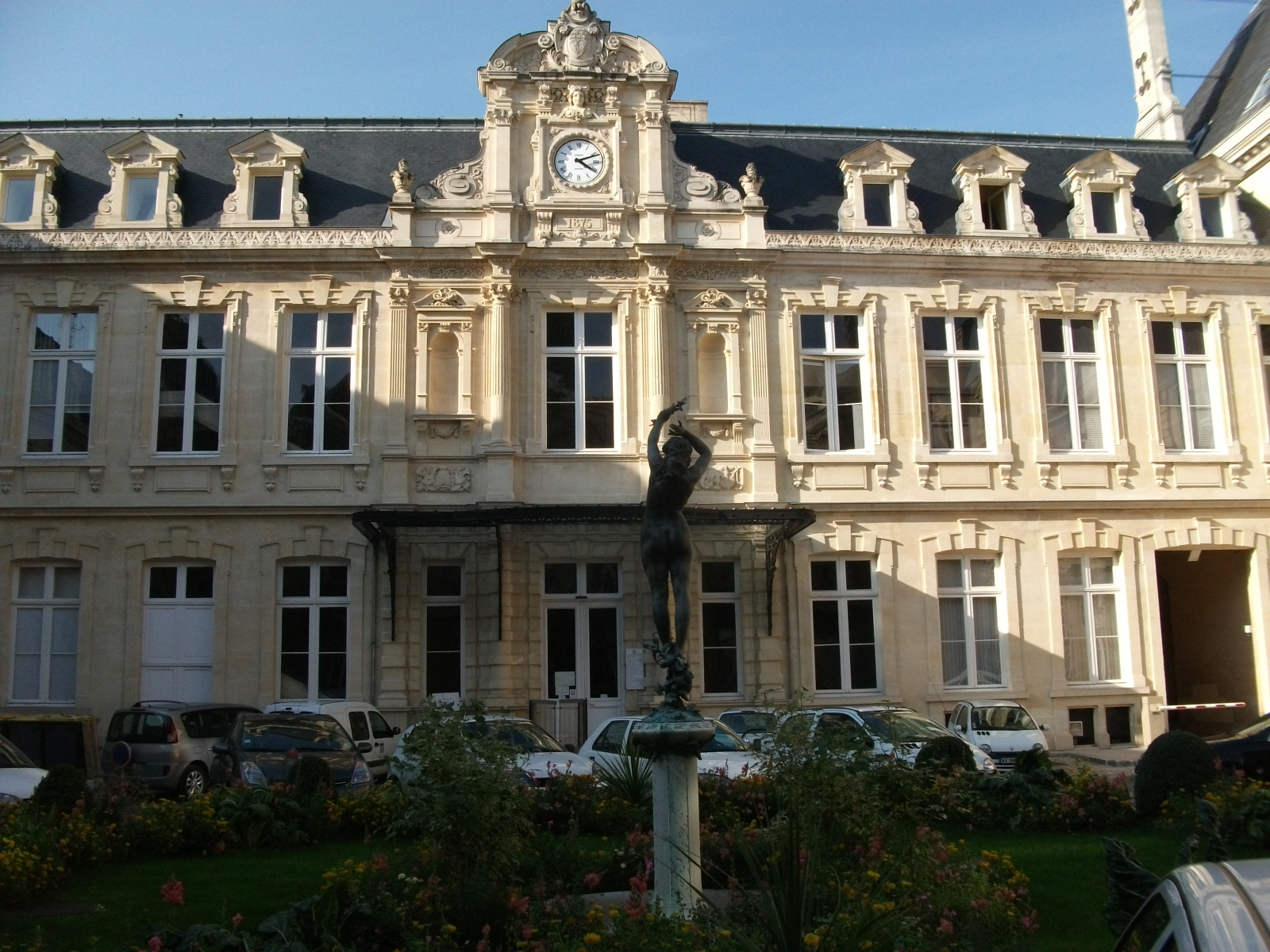
Cour intérieure, aile nord.

## Peintures
Une collection de tableau des maires de Reims est visible dans le bâtiment.

## Grandes Orgues
Dans le Salon d'Honneur (ou Salle des Cérémonies) se trouvent des Grandes Orgues. Il s'agit là d'un monument unique, c'est l'Orgue de la République, le seul qui ai été construit pour une mairie en France (La mairie de Villeurbanne dispose également d'un orgue, mais il s'agissait à la base d'un Orgue de Salon, il n'a pas été prévu pour la mairie de base). Cet instrument Art-Déco est l'œuvre du facteur rémois Fortin (un des successeurs de la firme belgo-française Merklin). Construit en 1928, cet orgue de 9 mètres 50 de haut est composé de 19 jeux, répartis sur 2 claviers et pédalier. En 1947, il donne déjà des signes de fatigue, à cause de sa transmission électro-pneumatique peu fiable. En 1985, la mairie désire restaurer son instrument, sans succès. Il est en état de ruine actuellement.
Voici sa composition :
| Grand-Orgue    | Récit Expressif     | Pédale       |
| -------------- | ------------------- | ------------ |
| Bourdon 16'    | Cor de Nuit 8'      | Soubasse 16' |
| Montre 8'      | Flûte Harmonique 8' | Octave 8'    |
| Bourdon 8'     | Gambe 8'            | Basson 16'   |
| Violoncelle 8' | Voix Céleste 8'     |              |
| Prestant 4'    | Flûte Octaviante 4' |              |
| Nasard 2 2/3   | Fourniture III      |              |
|                | Basson 16'          |              |
|                | Trompette 8'        |              |
|                | Basson-Hautbois 8'  |              |
|                | Clairon 4'          |              |

## Galerie d'images

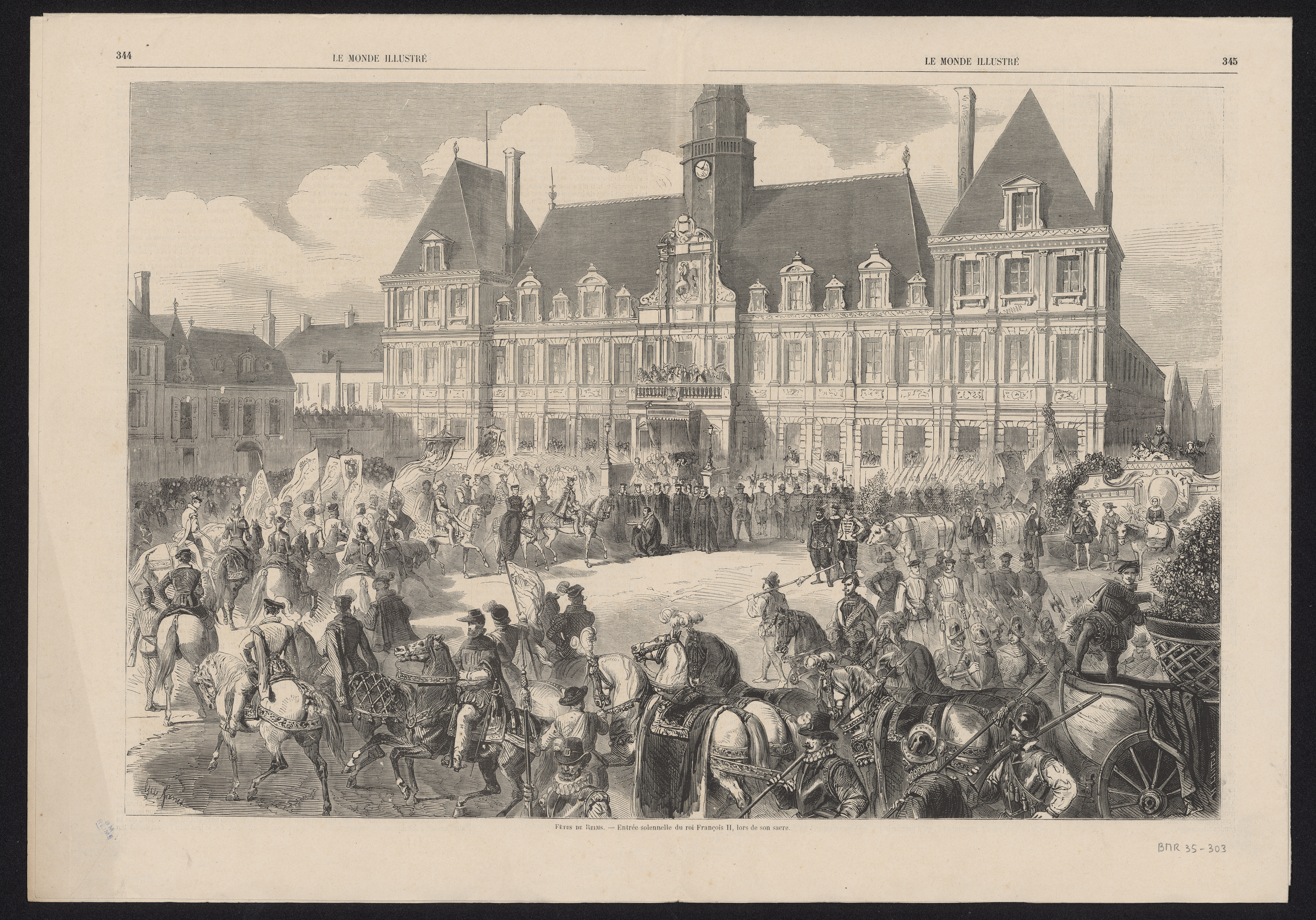
Le passage de François II en 1559 lors de son sacre.
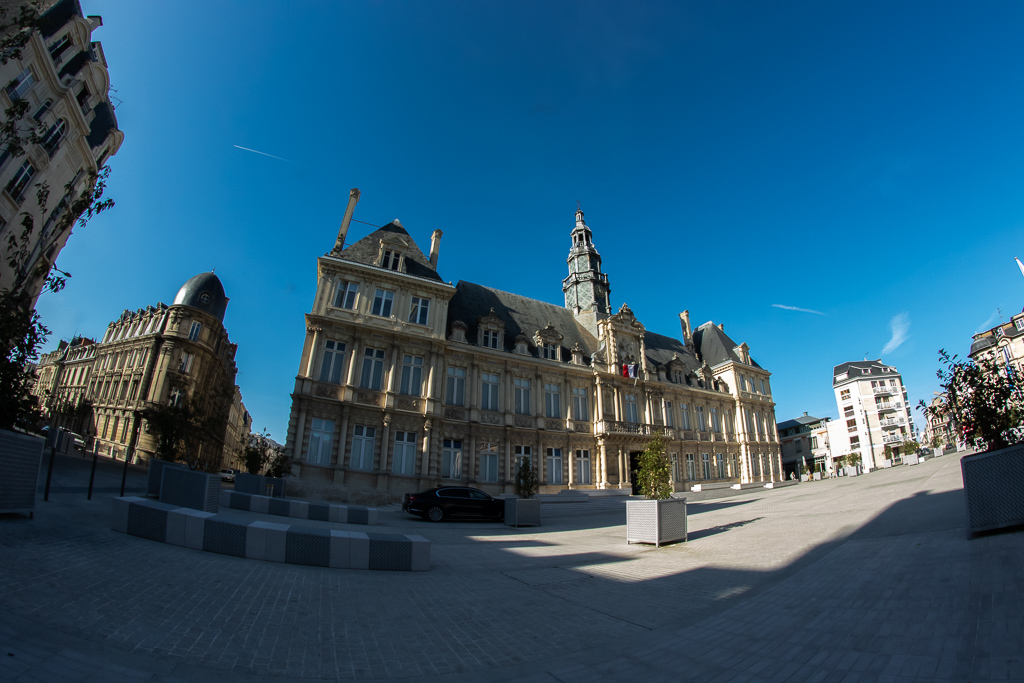
Façade de la mairie.
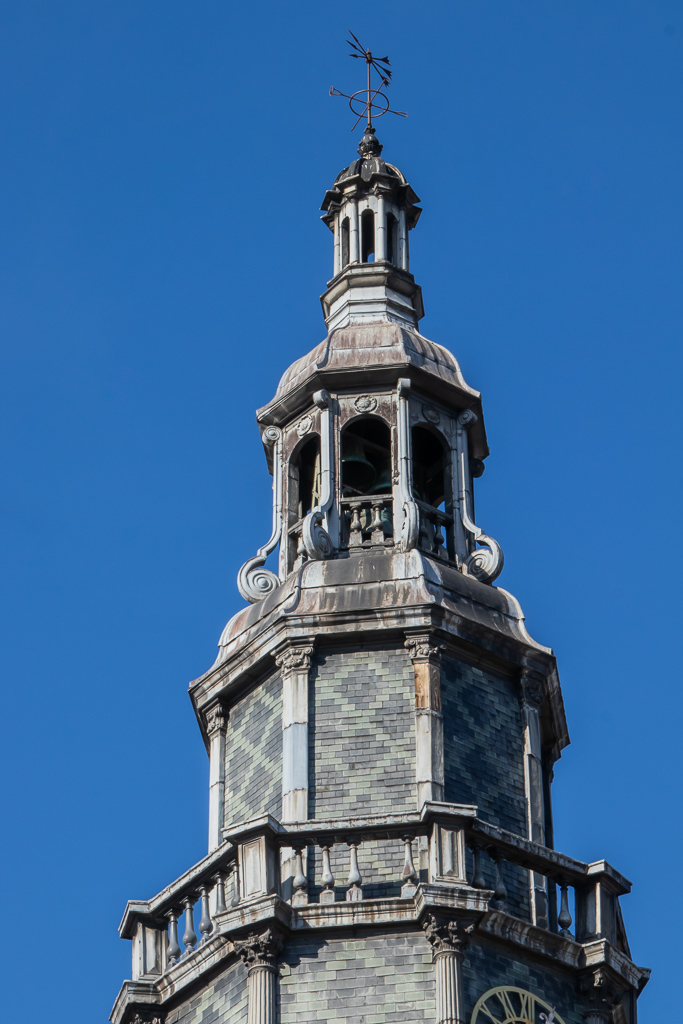
La tour de la mairie.
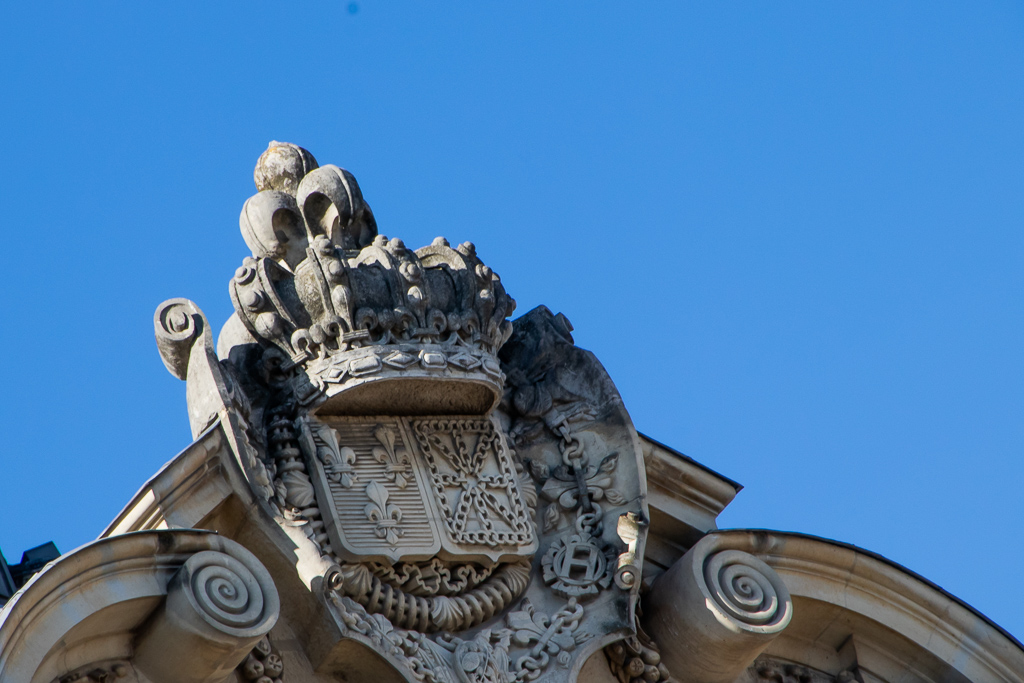
Sculpture de façade.